# Адамс, Иоланда
Иоланда Адамс (англ. Yolanda Adams; род. 27 августа 1961, Хьюстон, штат Техас) — американская певица и радиоведущая. На декабрь 2009 года Адамс, согласно данным Nielsen SoundScan, имела более 4,5 млн проданных альбомов в США. На апрель 2013 года она выпустила 12 студийных альбомов, четыре из которых достигали вершины американского хит-парада в жанре госпел. Адамс четыре раза становилась обладательницей премии «Грэмми».

## Биография
Иоланда Адамс росла, слушая джаз, классическую музыку, исполнителей госпел, таких как Джеймс Кливленд и Эдвин Хокикс, и ритм-н-блюза, таких как Стиви Уандер и Нэнси Уилсон. До начала своей музыкальной карьеры в 1980-х она работала школьным учителем в Хьюстоне, иногда подрабатывала в качестве фотомодели.
В 1988 году лейбл Sounds Of Gospel выпустил дебютный альбом Адамс, получивший название Just as I Am. Изначально она подверглась критике со стороны христианского сообщества за использование светской музыки и моды при исполнении христианской музыки. Рост популярности госпел в середине 1990-х положительно сказался на карьере Адамс. Она гастролировала вместе с коллективом Kirk Franklin & The Family, а её концертный альбом 1996 года Yolanda Live in Washington был номинирован на премию «Грэмми».
В 1999 году Адамс выпустила свой наиболее успешный альбом Mountain High… Valley Low, разошедшийся в США тиражом свыше 1,3 млн копий и принесший певице первую в её карьере премию «Грэмми».

## Личная жизнь
с 1987 по 1990 год Адамс была замужем за Троем Мейсоном. В 1997 Иоланда вышла замуж за игрока НФЛ Тима Кроуфорда. В 2001 году у пары родилась дочь Тэйлор Айанна . В августе 2004 года Адамс и Кроуфорд развелись после 7 лет брака.

## Дискография
- 1987 — Just as I Am
- 1991 — Through the Storm
- 1993 — Save the World
- 1995 — More Than A Melody
- 1998 — Songs from the Heart
- 1999 — Mountain High… Valley Low
- 2000 — Christmas With Yolanda Adams
- 2001 — Believe
- 2002 — The Experience
- 2005 — Day By Day
- 2007 — What a Wonderful Time
- 2011 — Becoming